# Anne Wiazemsky
Anne Wiazemsky (14. května 1947 Berlín – 5. října 2017 Paříž) byla francouzská herečka a spisovatelka.

## Život a kariéra
Narodila se v Berlíně do rodiny francouzského diplomata – Rusa, který uprchl do Francie po Ruské revoluci. Její matka byla dcerou spisovatele Françoise Mauriaca. Vyrůstala na různých místech, kde v danou dobu pracoval její otec, například v Ženevě či Caracasu. Od roku 1962 žila v Paříži. Debutovala v roce 1966 ve filmu A co dále, Baltazare režiséra Roberta Bressona. Zanedlouho začala spolupracovat s Jean-Lucem Godardem, hrála v jeho filmech Week-End, La Chinoise (oba 1967), Sympathy for the Devil (1968) a Tout va bien (1972). V roce 1967 se za Godarda provdala, ale již roku 1970 se odloučili (rozvedli se až v roce 1979). Později hrála například ve filmech L'Enfant secret (1979), Schůzka (1985) a Elle a passé tant d'heures sous les sunlights… (1985). S herectvím skončila koncem osmdesátých let. Později se věnovala psaní knih, mezi její romány patří Marimé (1991), Sept garçons (2002) a Un saint homme (2017). Její kniha Une année studieuse (2012) vyšla také v češtině pod názvem Studijní rok (2013). Podle jejích knih byly natočeny filmy Říkejte mi Elizabeth (2006) a Obávaný (2017). Zemřela na karcinom prsu ve věku 70 let.